# Корєшков Єгор Олександрович
Єгор Олександрович Корєшков (нар. 31 березня 1986, Москва) — російський актор театру і кіно.

## Біографія
Народився 31 березня 1986 року в родині музикантів.
У 2006 році закінчив педагогічний коледж. Був ударником в інді-рок-групі «Сара Джессіка Паркер».
У 2010 році закінчив режисерський факультет РАТІ (ГІТІС), майстерня Олега Львовича Кудряшова.
З 2011 року співпрацює з Театром Націй.
У 2012 і в 2013 роках брав участь у фестивалі короткометражних вистав молодих режисерів «Театральний альманах» в якості режисера і актора.
Став відомим після ролі Стаса Тихановича в телесеріалі «Вісімдесяті».
Кінокритики називають Єгора одним із найталановитіших молодих акторів. У 2015 році журнал «GQ» назвав Єгора Корєшкова одним з 9 найперспективніших молодих акторів.

### Особисте життя
Зустрічався з актрисою Юлією Хлиніною.
Зустрічається з актрисою Поліною Максимової.

## Визнання і нагороди
- 2010 — Лауреат премії «Золотий лист–2010» в номінації «Кращий акторський ансамбль» за ролі у виставі «Цар Едіп» Софокла[8].
- 2014 — Лауреат премії XII Фестивалю кіно і театру «Амурська осінь–2014» в номінації «Краща чоловіча роль» за роль Антона Чехова у фільмі «Брати Ч»[9].
- 2015 — Приз імені Олександра Абдулова на XIII Міжнародному фестивалі кінематографічних дебютів «Дух вогню–2015» за кращу чоловічу роль (Антона Чехова) у фільмі «Брати Ч»[10].
- 2015 — Лауреат III щорічного фестивалю російського кіно «Провінційна Росія–2015» в номінації «Краща чоловіча роль» за роль Антона Чехова у фільмі «Брати Ч»[11].
- 2015 — головний приз (приз за кращу чоловічу роль) на VIII Відкритому Російському кінофестивалі «Чоловіча роль» імені В. В. Мозжухіна в Пензі (за роль Антона Чехова у фільмі «Брати Ч»)[12].
- 2016 — Приз імені Олександра Абдулова на XIV Міжнародному фестивалі кінематографічних дебютів «Дух вогню» «За кращу чоловічу роль у російському дебютному фільмі» (фільм «Паралельні прямі перетинаються в нескінченності»)[13].

## Фільмографія
| Рік         |     | Назва                                           | Роль                                                    |                |
| ----------- | --- | ----------------------------------------------- | ------------------------------------------------------- | -------------- |
| 2009        | с   | Тільки любов                                    | креативщик                                              | ру             |
| 2010        | ф   | Буду вірною дружиною                            | Коля                                                    | ру             |
| 2010        | кф  | Щаслива покупка                                 | продавець                                               | ру             |
| 2010        | с   | Достоєвський                                    | Григорович                                              | ру             |
| 2012        | док | Титанік                                         | радист Гарольд Брайд                                    | ру             |
| 2013        | с   | Вісімдесяті (2 і 3 сезони)                      | Станіслав Тіханович, перший секретар комітету комсомолу | ру             |
| 2013        | с   | Анечка                                          | Олексій Ремезов                                         | ру             |
| 2013        | ф   | Потрійне життя                                  | молодий поліцейський                                    | ру             |
| 2013        | ф   | Гірко!                                          | Рома                                                    | ру             |
| 2014        | ф   | Новий старий будинок                            | Юра                                                     | ру             |
| 2013        | кф  | Зрада                                           | Він                                                     | ру             |
| 2014        | ф   | Брати Ч                                         | Антон Павлович Чехов                                    | ру             |
| 2014        | ф   | Гірко! 2                                        | Рома                                                    | ру             |
| 2014        | с   | У вас буде дитина                               | Гнат Сахаров                                            | ру             |
| 2015        | ф   | Балет у полум'ї війни                           | Андрій Супонєв                                          | ру             |
| 2015        | ф   | Без кордонів                                    | Іван                                                    | Іван / ру      |
| 2015        | ф   | Метаморфозіс                                    | Олексій Сенін                                           | ру             |
| 2016        | ф   | Чемпіони: Швидше. Вище. Сильніше                | Яніс                                                    | журналіст / ру |
| 2016        | ф   | Паралельні прямі перетинаються в нескінченності | Єгор                                                    | фотограф / ру  |
| 2016        | с   | Софія                                           | П'єтро                                                  | ру             |
| 2017        | с   | Готель Елеон                                    | Петро Романов (3 сезон)                                 | ру             |
| 2017        | с   | Оптимісти                                       | Андрій Муратов                                          | ру             |
| 2017        | ф   | Проект «Gemini»                                 | доктор Стівен Росс                                      | ру             |
| 2017 — 2019 | с   | Псіхологіні                                     | Мітя                                                    | ру             |
| 2017        | ф   | Життя попереду                                  | Сергій Тюленєв                                          | ру             |
| 2018        | с   | Залишитися в живих                              | Борис                                                   | ру             |
| 2019        | ф   | Зоряний розум                                   | доктор Стівен Росс                                      | ру             |
| 2020        | ф   | Готель Белград                                  | Петро Романов                                           | ру             |
| 2020        | ф   | Ми                                              | Д-503                                                   | ру             |
| 2020        | с   | 257 причин, щоб жити                            | Костянтин                                               | ру             |